# Sindsparv
Sindsparv (Passer pyrrhonotus) är en asiatisk fågel i familjen sparvfinkar inom ordningen tättingar.

## Fältkännetecken

### Utseende
Sindsparv är mycket lik den närbesläktade gråsparven. Den är dock mindre och har några särskiljande drag i fjäderdräkten. Liksom gråsparven har hanen klarare färger än honan och de unga fåglarna, med svarta inslag i fjäderdräkten och en grå översida på huvudet. Till skillnad från gråsparven har sindsparvhanen en ekollonbrun rand som löper bakåt från ögat och honan har mörkare huvud än hos andra sparvar. 

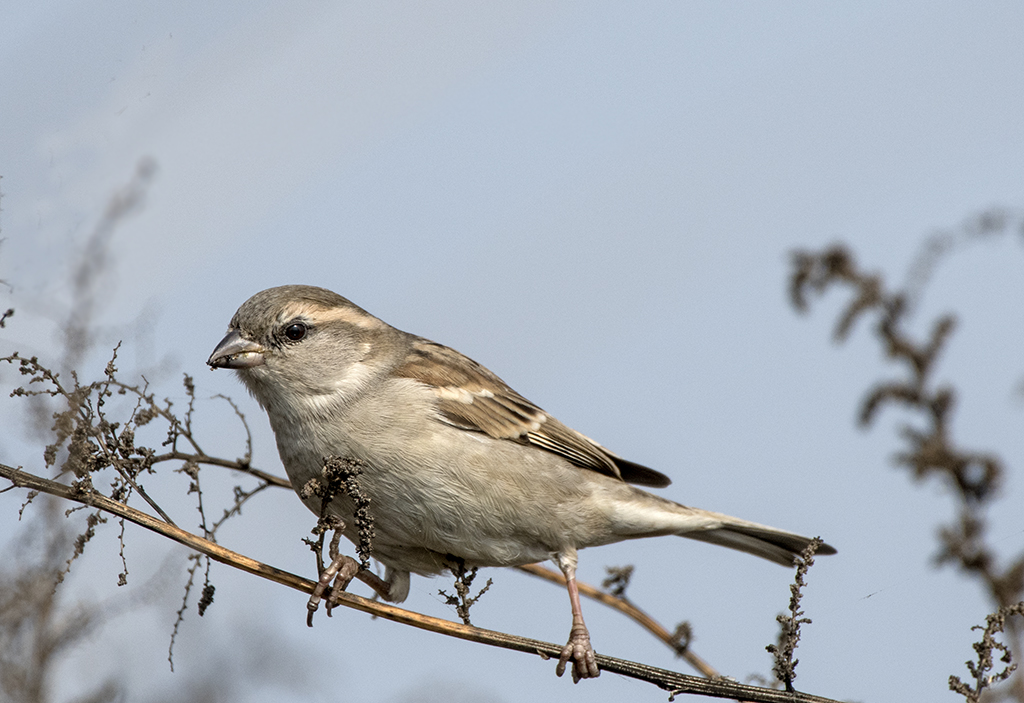
Hona sindsparv.

### Läten
Hanens huvudsakliga läte under häckningsperioden är en kort mjuk ton med ökande frekvens. Ibland blir lockropet längre och andra ljud blanda in. 

## Utbredning och levnadsmiljö
Fågeln förekommer från allra sydöstligaste Iran till Pakistan och nordvästra Indien. I dess utbredningsområde i Indus-flodens dalgång finns sindsparven fläckvis längs flodstränder och våtmarker med taggiga buskar och högt gräs. Utanför häckningssäsongen flyttar en del av fåglarna till torrare områden i närheten av häckningsområdet eller vid kusten i västra Pakistan och östra Iran. 

## Ekologi
Sindsparven är social i små grupper när den söker föda och häckar och under vintersäsongen. Den äter huvudsakligen frön och i mindre utsträckning insekter. Födan söks nära marken. Bona byggs på grenar i taggiga träd och är ostrukturerade sfäriska anhopningar av gräs och andra växtdelar, fodrade med mjukare material. Båda könen deltar i byggandet av boet och omhändertagandet av ungarna. Vanligtvis föder de upp två kullar under en säsong, med tre till fem ungar i varje kull. 

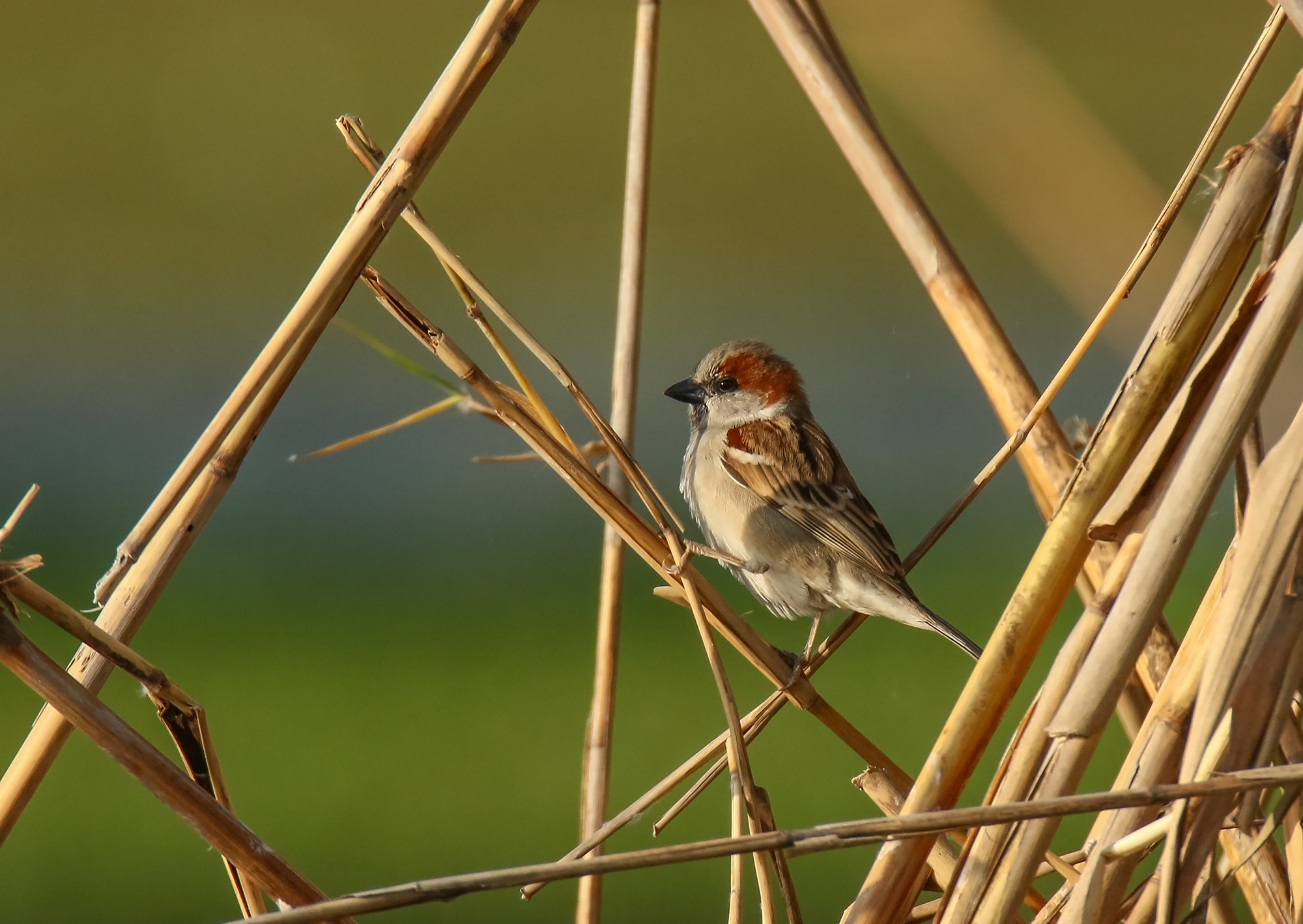

## Status och hot
Arten har ett stort utbredningsområde och en stor population med stabil utveckling och tros inte vara utsatt för något substantiellt hot. Utifrån dessa kriterier kategoriserar internationella naturvårdsunionen IUCN arten som livskraftig (LC). Världspopulationen har inte uppskattats men den beskrivs som lokalt vanlig.

## Namn
Sind är en provins i sydöstra Pakistan. 